# Aguascalientes Open
L'Aguascalientes Open è stato un torneo professionistico maschile di tennis che si giocava su campi in terra rossa ad Aguascalientes, in Messico. Il torneo faceva parte dell'ATP Challenger Tour, si giocò solo la prima isolata edizione nel 2011 e fu subito dismesso.

## Albo d'oro

### Singolare
| Anno | Campione             | Finalista    | Punteggio   |
| ---- | -------------------- | ------------ | ----------- |
| 2011 | Juan Sebastián Cabal | Robert Farah | 6–4, 7–6(3) |

### Doppio
| Anno | Campioni                       | Finalisti                                    | Punteggio        |
| ---- | ------------------------------ | -------------------------------------------- | ---------------- |
| 2011 | Daniel Garza Santiago González | Júlio César Campozano Víctor Estrella Burgos | 6–4, 5–7, [11–9] |